# Palatine (New York)
Pour les articles homonymes, voir Palatine.
Palatine est une ville du comté de Montgomery, dans l'État de New York, aux États-Unis,. En 2010, elle comptait une population de 3 240 habitants.

## Démographie
Lors du recensement de 2010, la ville comptait une population de 3 240 habitants. Elle est estimée, en 2016, à 3 203 habitants.